# Bekende Nederlander
De aanduiding bekende Nederlander of BN'er wordt vaak gebruikt voor een Nederlander die op een of andere manier in de media bekend geworden is. Het gaat hier voornamelijk om personen die voor de roddelpers interessant zijn, zoals muzikanten, acteurs, presentatoren, komieken en deelnemers aan realityseries. Bekende zakenlieden of politici krijgen het stempel minder vaak opgedrukt.
Het bekende-Nederlanderschap hoeft niet per se door de persoon in kwestie zelf 'verdiend' te zijn. Zo worden ook veel partners van beroemdheden BN'ers genoemd. Als een bekende Nederlander de status zelf heeft verdiend, erg grote bekendheid heeft en alom geaccepteerd en gewaardeerd is, spreekt men ook wel van een beroemdheid.